# Mary Kid

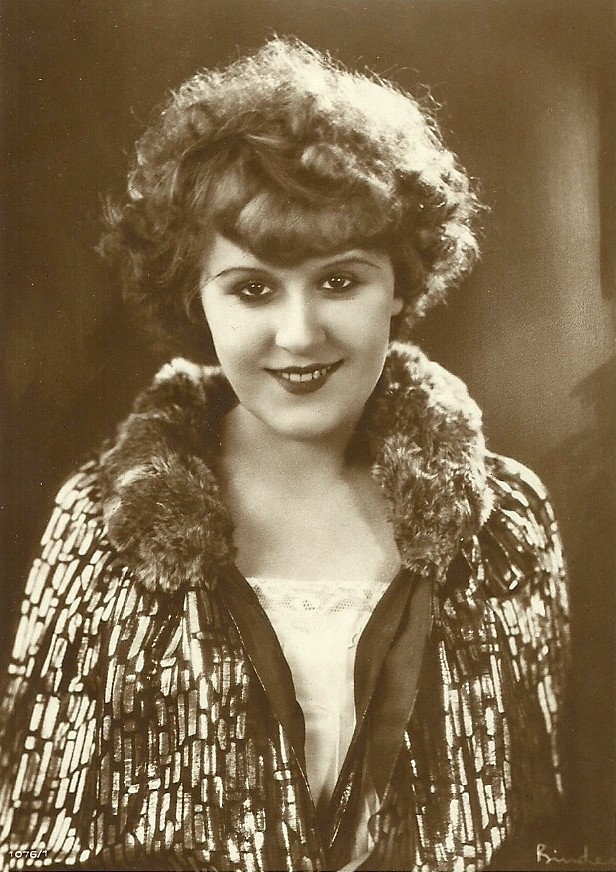
Mary Kid (Fotografie von Alexander Binder)

Mary Kid (* 8. August 1904 als Agnes Erna Gertrud Keul in Berlin; † 29. Oktober 1986 in Hamburg) war eine deutsche Schauspielerin.

## Leben

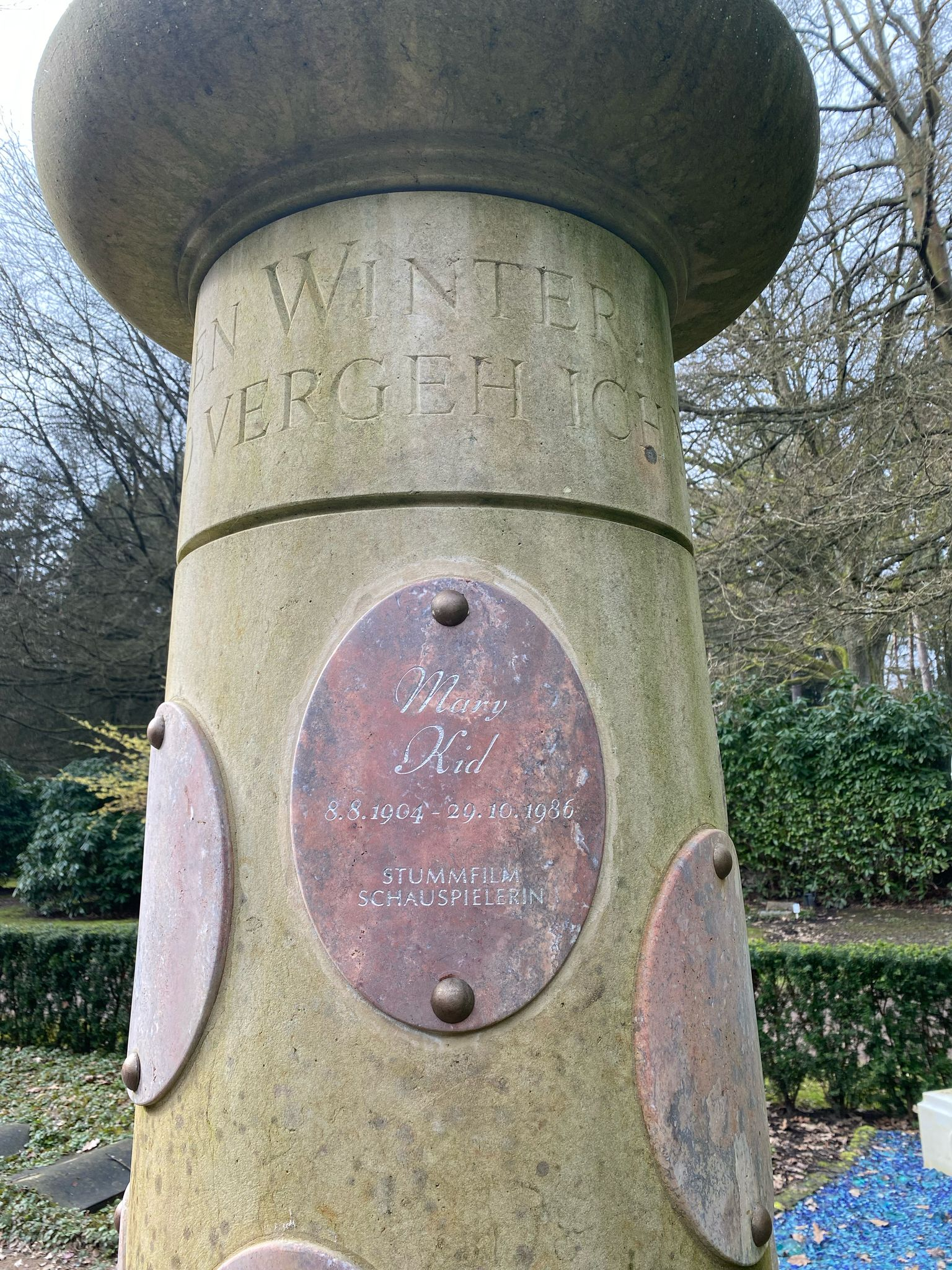
Medaillon im Garten der Frauen

Die Tochter des Arbeiters Bernhard Keul und seiner Frau Agnes, geb. Hilbrecht, hatte Schauspielunterricht in Hamburg genommen, wurde aber, bevor sie eine Theaterlaufbahn einschlagen konnte, von dem österreichischen Produzenten Sascha Graf Kolowrat nach Wien verpflichtet und dort unter dem Künstlernamen Mary Kid zum Star aufgebaut.
1924 kehrte sie nach Deutschland zurück und versuchte in Berlin, ihre Filmkarriere fortzusetzen. Vier Jahre später ging sie wieder nach Österreich und blieb dort bis zum Anbruch des Tonfilm-Zeitalters.
Die in Italien entstandenen Filme Kennst du das Land und Rubacuori waren ihre einzigen Auftritte im Tonfilm.
1934 stand sie letztmals vor der Kamera, als sie in Wien unter der Regie von Heinz Hanus Testaufnahmen für ein neues Farbfilmverfahren machte.
Ab 1955 war Mary Kid in Hamburg mit dem Theaterleiter Werner Jaeger verheiratet. Sie starb 1986 im Israelitischen Krankenhaus Hamburg und wurde im anonymen Urnenhain bei Kapelle 8 auf dem Friedhof Ohlsdorf beigesetzt. Im  dortigen Garten der Frauen wurde zum Gedenken ein Medaillon an der Erinnerungssäule angebracht. 

## Filmografie
- 1923: Die Lawine
- 1923: Namenlos
- 1923: Wenn du noch eine Mutter hast
- 1924: Harun al Raschid
- 1924: Lumpen und Seide
- 1925: Vorderhaus und Hinterhaus
- 1925: Sumpf und Moral
- 1925: Eifersucht
- 1925: Halbseide
- 1925: Der Bastard
- 1925: Liebe und Trompetenblasen
- 1926: Die Ehre[4]
- 1926: Zirkus Renz
- 1926: Das Gasthaus zur Ehe
- 1926: Mädchenhandel – Eine internationale Gefahr
- 1926: Wir sind vom K. u. K. Infanterie-Regiment
- 1926: Heimliche Sünder
- 1926: Gauner im Frack
- 1927: Der falsche Prinz
- 1927: Die Tochter des Kunstreiters
- 1927: Ich war zu Heidelberg Student
- 1927: Das brennende Schiff
- 1927: Die Geliebte seiner Hoheit
- 1927: Lützows wilde verwegene Jagd
- 1928: Kaiserjäger
- 1928: Die beiden Seehunde
- 1928: Die Lamplgasse
- 1928: Die Pflicht zu schweigen
- 1928: Dornenweg einer Fürstin
- 1928: Andere Frauen
- 1928: Schmutziges Geld
- 1928: Tagebuch einer Kokotte
- 1929: Die Herrin und ihr Knecht
- 1929: Die verschwundene Frau
- 1929: Der Leutnant Ihrer Majestät
- 1929: Die süße Yvonne
- 1929: General Babka
- 1929: Der Onkel aus Sumatra
- 1930: Ratten der Großstadt
- 1930: Eine Dirne ist ermordet worden
- 1930: Kennst du das Land
- 1931: Rubacuori